# Charmoy (Yonne)
Pour les articles homonymes, voir Charmoy.
Charmoy est une commune française située dans le département de l'Yonne, en région Bourgogne-Franche-Comté.

## Géographie

### Situation
Charmoy est située vers le centre du département de l'Yonne. Le village est traversé par la D606 et se trouve à 19 km au nord-nord-ouest de sa préfecture Auxerre et 10 km au sud-est de Joigny. Sens est à 43 km au nord-ouest, Paris à 160 km au nord-ouest.
La commune est bordée du nord à l'est par la rivière Yonne et le village est au pied du coteau de rive gauche bordant la vallée de cette rivière.

### Réseau routier
Outre la D 606 qui traverse village et commune dans le sens nord-ouest/sud-est, le village est traversé du nord au sud par la D 177 reliant Migennes au nord-est à Villemer et Branches au sud. La D 477 traverse le nord de la commune pour relier Épineau-les-Voves au Port de Migennes, un hameau important sur la commune de Charmoy.
L'autoroute la plus proche est la A6 avec les entrées-sorties no 19 « Auxerre-nord » à 12 km au sud, et no 18 « Joigny/Sépeaux/Villeneuve-sur-Yonne » à 21 km à l'ouest.

### Transports
La gare ferroviaire la plus proche est la gare de Laroche-Migennes à 3 km au nord-est.
L'aérodrome d'Auxerre-Branches est à 13 km au sud.

### Lieux-dits et hameaux
Les lieux-dits sont en italiques.
- les Aveneries
- le Bateau
- château de Charmeau
- le Chemin de la Bouche
- crot aux Loups
- le Grand Bois
- les Grands Noyers
- les Latteux
- les Lentilles (partagé avec Épineau-les-Voves)
- les Marquettes
- l'Orme
- le Petit Chemin
- le Port de Migennes
- vallée Caillat

### Climat
Pour des articles plus généraux, voir Climat de la Bourgogne-Franche-Comté et Climat de l'Yonne.
En 2010, le climat de la commune est de type climat océanique dégradé des plaines du Centre et du Nord, selon une étude du Centre national de la recherche scientifique s'appuyant sur une série de données couvrant la période 1971-2000. En 2020, Météo-France publie une typologie des climats de la France métropolitaine dans laquelle la commune est exposée à un climat océanique altéré et est dans la région climatique  Lorraine, plateau de Langres, Morvan, caractérisée par un hiver rude (1,5 °C), des vents modérés et des brouillards fréquents en automne et hiver. 
Pour la période 1971-2000, la température annuelle moyenne est de 11,2 °C, avec une amplitude thermique annuelle de 15,4 °C. Le cumul annuel moyen de précipitations est de 675 mm, avec 11,1 jours de précipitations en janvier et 7,6 jours en juillet. Pour la période 1991-2020, la température moyenne annuelle observée sur la station météorologique de Météo-France la plus proche, « Aillant », sur la commune de Montholon à 13 km à vol d'oiseau, est de 11,5 °C et le cumul annuel moyen de précipitations est de 727,4 mm. 
La température maximale relevée sur cette station est de 42,7 °C, atteinte le 24 juillet 2019 ; la température minimale est de −23,5 °C, atteinte le 25 février 1986,,. 
Les paramètres climatiques de la commune ont été estimés pour le milieu du siècle (2041-2070) selon différents scénarios d'émission de gaz à effet de serre à partir des nouvelles projections climatiques de référence DRIAS-2020. Ils sont consultables sur un site dédié publié par Météo-France en novembre 2022.

## Urbanisme

### Typologie
Au 1er janvier 2024, Charmoy est catégorisée commune rurale à habitat dispersé, selon la nouvelle grille communale de densité à sept niveaux définie par l'Insee en 2022.
Elle appartient à l'unité urbaine de Migennes, une agglomération intra-départementale regroupant quatre  communes, dont elle est une commune de la banlieue,,. Par ailleurs la commune fait partie de l'aire d'attraction d'Auxerre, dont elle est une commune de la couronne,. Cette aire, qui regroupe 104 communes, est catégorisée dans les aires de 50 000 à moins de 200 000 habitants,.

### Occupation des sols
L'occupation des sols de la commune, telle qu'elle ressort de la base de données européenne d’occupation biophysique des sols Corine Land Cover (CLC), est marquée par l'importance des territoires agricoles (76 % en 2018), une proportion sensiblement équivalente à celle de 1990 (76,7 %). La répartition détaillée en 2018 est la suivante : terres arables (62,5 %), zones urbanisées (11,3 %), zones agricoles hétérogènes (11 %), forêts (10 %), eaux continentales (2,7 %), prairies (2,5 %). L'évolution de l’occupation des sols de la commune et de ses infrastructures peut être observée sur les différentes représentations cartographiques du territoire : la carte de Cassini (XVIIIe siècle), la carte d'état-major (1820-1866) et les cartes ou photos aériennes de l'IGN pour la période actuelle (1950 à aujourd'hui).

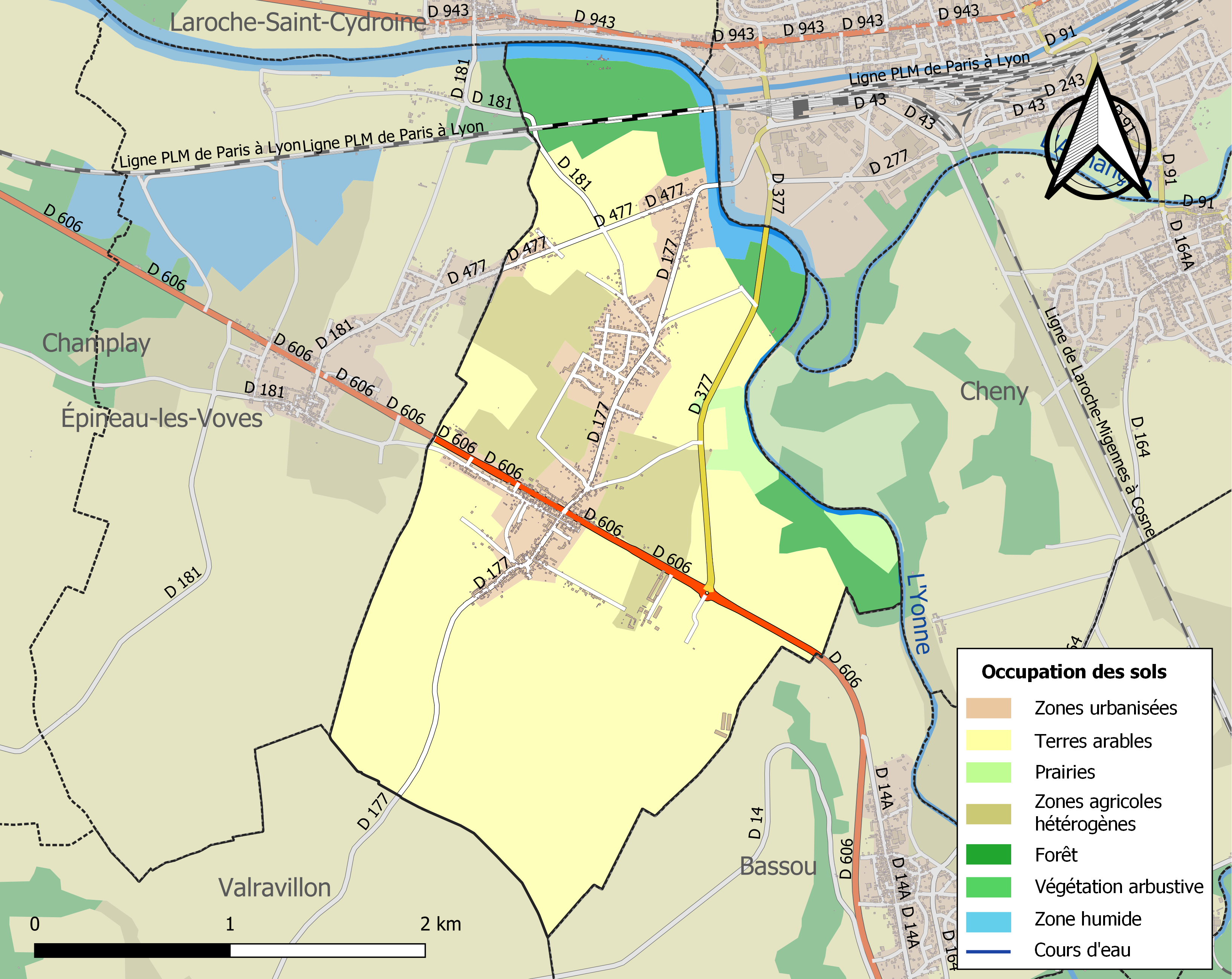
Carte des infrastructures et de l'occupation des sols de la commune en 2018 (CLC).

## Histoire
Au lieu-dit les Ormes ou l'Orme (à 900 m à l'est de Charmoy, près de la rivière Yonne), plusieurs maisons ont été construites au Néolithique ancien sur une largeur allant de cinq à huit mètres et une longueur de vingt-cinq mètres. Des poteries de la période rubanée trouvées sur le site permettent de dater la période à laquelle les premiers danubiens se sont installés sur le site. Des sépultures accompagnent ces constructions. Exploré pour la première fois par J. Joly qui l'a publié à partir de 1968, c'est le premier village de la culture du rubané découvert dans le bassin parisien.
En 1236, l'abbaye de Saint-Martin d'Autun fait l'acquisition d'une grange du pré Charmoy.

## Politique et administration

### Liste des maires
| Période   | Période  | Identité        | Étiquette | Qualité |
| --------- | -------- | --------------- | --------- | ------- |
| mars 2008 | 2020     | Michel Bidot    |           |         |
| juin 2020 | En cours | Mariane Suzanne |           |         |

## Démographie
L'évolution du nombre d'habitants est connue à travers les recensements de la population effectués dans la commune depuis 1793. Pour les communes de moins de 10 000 habitants, une enquête de recensement portant sur toute la population est réalisée tous les cinq ans, les populations de référence des années intermédiaires étant quant à elles estimées par interpolation ou extrapolation. Pour la commune, le premier recensement exhaustif entrant dans le cadre du nouveau dispositif a été réalisé en 2005.

En 2022, la commune comptait 1 108 habitants, en évolution de −3,74 % par rapport à 2016 (Yonne : −1,95 %, France hors Mayotte : +2,11 %).
| 1793 | 1800 | 1806 | 1821 | 1831 | 1836 | 1841 | 1846 | 1851 |
| ---- | ---- | ---- | ---- | ---- | ---- | ---- | ---- | ---- |
| 316  | 386  | 368  | 375  | 389  | 381  | 407  | 437  | 445  |

| 1856 | 1861 | 1866 | 1872 | 1876 | 1881 | 1886 | 1891 | 1896 |
| ---- | ---- | ---- | ---- | ---- | ---- | ---- | ---- | ---- |
| 427  | 406  | 400  | 409  | 400  | 388  | 396  | 397  | 344  |

| 1901 | 1906 | 1911 | 1921 | 1926 | 1931 | 1936 | 1946 | 1954 |
| ---- | ---- | ---- | ---- | ---- | ---- | ---- | ---- | ---- |
| 378  | 409  | 398  | 384  | 430  | 494  | 564  | 646  | 597  |

| 1962 | 1968 | 1975  | 1982  | 1990  | 1999  | 2005  | 2006  | 2010  |
| ---- | ---- | ----- | ----- | ----- | ----- | ----- | ----- | ----- |
| 628  | 795  | 1 150 | 1 207 | 1 192 | 1 209 | 1 214 | 1 217 | 1 173 |

| 2015  | 2020  | 2022  | - | - | - | - | - | - |
| ----- | ----- | ----- | - | - | - | - | - | - |
| 1 152 | 1 109 | 1 108 | - | - | - | - | - | - |

## Culture locale et patrimoine

### Lieux et monuments
L’église Saint-Mammès comporte une nef du XIIIe siècle. Le chœur a été refait au XVIe siècle. Ses dimensions sont : longueur 20,50 m, largeur 6,40 m, hauteur 11,60 m.